# ディアラ・トラオレ
ディアラ・トラオレ（Diarra Traoré、1935年 – 1985年）は、ギニアの軍人、政治家。マリンケ人（マンディンゴ人）。1984年から1985年までランサナ・コンテ大統領の下でギニア共和国の首相（第2代）を務めたが、コンテを打倒しようとクーデターを起こして失脚し殺害された。
ギニアの大統領だったセク・トゥーレが1984年の3月に死亡したとき、トラオレはギニア軍の大佐だった。1984年4月、トラオレはランサナ・コンテ大佐の下でクーデターに参加し、ギニア民主党のルイス・ランサナ・ベアボギ政権を打倒した。トラオレはコンテ大統領のもとで首相に就任し、コンテや他の軍人たちと国家再建軍事委員会（Military Committee of National Recovery 、CMRN)を設立した。
しかし、経済再建をめぐって急進的改革を主張するトラオレと漸進的改革を主張するコンテが対立し、1985年7月、トラオレは教育大臣へと左遷された。1985年7月4日、トーゴでの首脳会談にコンテが出席した隙を狙って、トラオレはクーデターを起こしたがすぐに鎮圧され、トラオレはコンテ派の軍に捕らえられて殺害された。ギニア軍はコンテ派のスス人たちとトラオレ派のマリンケ人たちに分かれており、戦闘は民族紛争的色彩を帯びた。